# Parachernes plumosus
Parachernes plumosus är en spindeldjursart som först beskrevs av With 1908.  Parachernes plumosus ingår i släktet Parachernes och familjen blindklokrypare. Inga underarter finns listade i Catalogue of Life.